# Newton (Kansas)
Newton è un comune degli Stati Uniti d'America, situato nello Stato del Kansas, nella Contea di Harvey, della quale è capoluogo.